# XPath
XPath (XML Path-taal of XML Path Language) is een querytaal voor het adresseren van onderdelen van XML-documenten. Het is een compacte taal die niet in XML-syntaxis is opgesteld.
Oorspronkelijk gemotiveerd door de wens om een gemeenschappelijke syntaxis en model te ontwikkelen voor XPointer en XSL, is XPath snel door XML-ontwikkelaars geaccepteerd als een soort kleine querytaal.
Met XPath kan men heel specifieke informatie opvragen uit XML-documenten, zoals de informatie in de bladeren van de boomstructuur, maar ook deelpaden kunnen worden bevraagd.
De notatie van XPath is compact, en geschikt om uitgedrukt te worden in XML-attributen. Een typisch XPath-expressie is een Location Path, dat bestaat uit een string van elementen of attributen, gescheiden door forward slashes ("/"), wat veel weg heeft van een pad in een bestandssysteem. XPath ondersteunt ook ingebouwde functies, filters, toegang tot gebonden variabelen, en axis specifiers.
Onder de functies die XPath ondersteunt, zijn stringfuncties, boolean functies en numerieke functies.
Location Paths worden onderverdeeld in Steps of Stappen, waarvan ieder deze drie onderdelen heeft:
- Axis Specifier
- Node Test
- Predicaat

Een zeer eenvoudig voorbeeld van een specifiek XPath is:
/wikiarticle/title/kanarie